# 피루브산 카복실화효소
피루브산 카복실화효소(영어: pyruvate carboxylase, PC) (EC 6.4.1.1)는 PC 유전자에 의해 암호화되며, 옥살로아세트산을 형성하기 위해 생화학적으로 비가역적인 피루브산의 카복실화를 촉매하는(종에 따라) 연결효소 부류에 속하는 효소이다.
피루브산 카복실화효소는 다음과 같은 반응을 촉매한다.
피루브산 + HCO−
3 + ATP → 옥살로아세트산 + ADP + P
이는 피루브산으로부터 옥살로아세트산을 생성하는 중요한 보충대사 반응이다. 피루브산 카복실화효소는 보결분자단으로 비오틴을 가지고 있는 미토콘드리아 단백질로 마그네슘 또는 망가니즈 및 아세틸-CoA를 필요로 한다.
피루브산 카복실화효소는 1959년에 케이스 웨스턴 리저브 대학교의 M. F. 어터(M. F. Utter)와 D. B. 키치(D. B. Keech)에 의해 처음으로 발견되었다. 그 이후로 피루브산 카복실화효소는 균류, 세균, 식물, 동물을 포함한 다양한 원핵생물 및 진핵생물에서 발견되었다. 포유류에서 피루브산 카복실화효소는 포도당신생합성과 지방 생합성, 신경전달물질의 생합성, 이자의 랑게르한스섬세포에 의한 포도당 유도 인슐린 분비에 중요한 역할을 한다. 피루브산 카복실화효소에 의해 생성된 옥살로아세트산은 이러한 생합성 경로에 사용되는 중요한 대사 중간생성물이다. 포유류에서 피루브산 카복실화효소는 조직 특이적 방식으로 발현되며 그 활성은 간과 콩팥(포도당신생합성 조직), 지방 조직 및 수유 중인 젖샘(지질생성 조직), 랑게르한스섬에서 가장 높은 것으로 밝혀졌다. 활성은 뇌, 심장, 부신에서 중간 정도이며, 백혈구 및 피부 섬유아세포에서 가장 낮다.

## 구조
피루브산 카복실화효소의 구조 연구는 전자 현미경 관찰법, 제한된 단백질 분해, 그리고 효소를 암호화하는 유전자 및 cDNA의 복제 및 염기 서열 분석에 의해 수행되었다. 활성화된 피루브산 카복실화효소의 가장 잘 특성화된 형태는 사면체와 같은 구조로 배열된 4개의 동일한 소단위체로 구성된 것이다. 각 소단위체는 인접한 단량체 사이의 경계명이 형성된 촉매 부위로 이산화 탄소를 운반하는 스윙잉 암(swinging arm)으로 작용하는 단일 비오틴 부분을 포함하고 있다. 기능적 사량체의 각 소단위체는 비오틴 카복실화(BC) 도메인, 트랜스카복실화(CT) 도메인, 비오틴 카복실기 운반체(BCCP) 도메인, 최근에 명명된 피루브산 카복실호효소 사량체화(PT) 도메인의 4개의 도메인을 포함한다. 사용 가능한 두 가지 가장 완전한 결정 구조에서 비대칭 및 대칭 형태의 단백질이 시각화되었다. 활성인자인 조효소 A와 복합체를 형성하는 황색포도상구균(Staphylococcus aureus)의 피루브산 카복실화효소 사량체는 고도로 대칭적이며 222개의 대칭을 가지고 있으며 cryo-EM 연구에 의해 확인되었다. 대조적으로 리조비움 에틀리(Rhizobium etli)에서 아세틸-CoA의 비가수분해성 유사체인 에틸-CoA와 복합체를 형성하는 피루브산 카복실화효소 사량체는 단지 하나의 대칭선만 가지고 있다.
피루브산 카복실화효소는 두 단계에서 피루브산의 옥살로아세트산으로의 ATP 의존성 카복실화를 촉매하는 데 사용되는 공유결합된 비오틴 보조 인자를 사용한다. 비오틴은 처음에 ATP와 중탄산염에 의해 비오틴 카복실화(BC) 활성 부위에서 카복실화된다. 카복실기는 이후에 카복시비오틴에 의해 트랜스카복실화(CT) 도메인의 두 번째 활성 부위로 옮겨지며, 여기서 피루브산은 카복실화되어 옥살로아세트산을 생성한다. 비오틴 카복실기 운반체(BCCP) 도메인은 두 원거리의 활성 부위 간에 테더링된 보조 인자를 이동시킨다. 피루브산 카복실화효소의 알로스테릭 결합 부위는 비만 또는 제2형 당뇨병의 치료에 유용할 수 있는 활성의 변형인자에 대한 표적을 제공하며, 리조비움 에틀리(Rhizobium etli)의 피루브산  카복실화효소의 완전한 구조적 설명에서 얻은 메커니즘적인 통찰은 효소의 개별 촉매 부위 및 조절 부위에 대한 세밀한 연구를 가능하게 했다.

## 반응 메커니즘
피루브산 카복실화효소는 ATP를 가수분해하여 피루브산을 옥살로아세트산으로 전환시킨다.

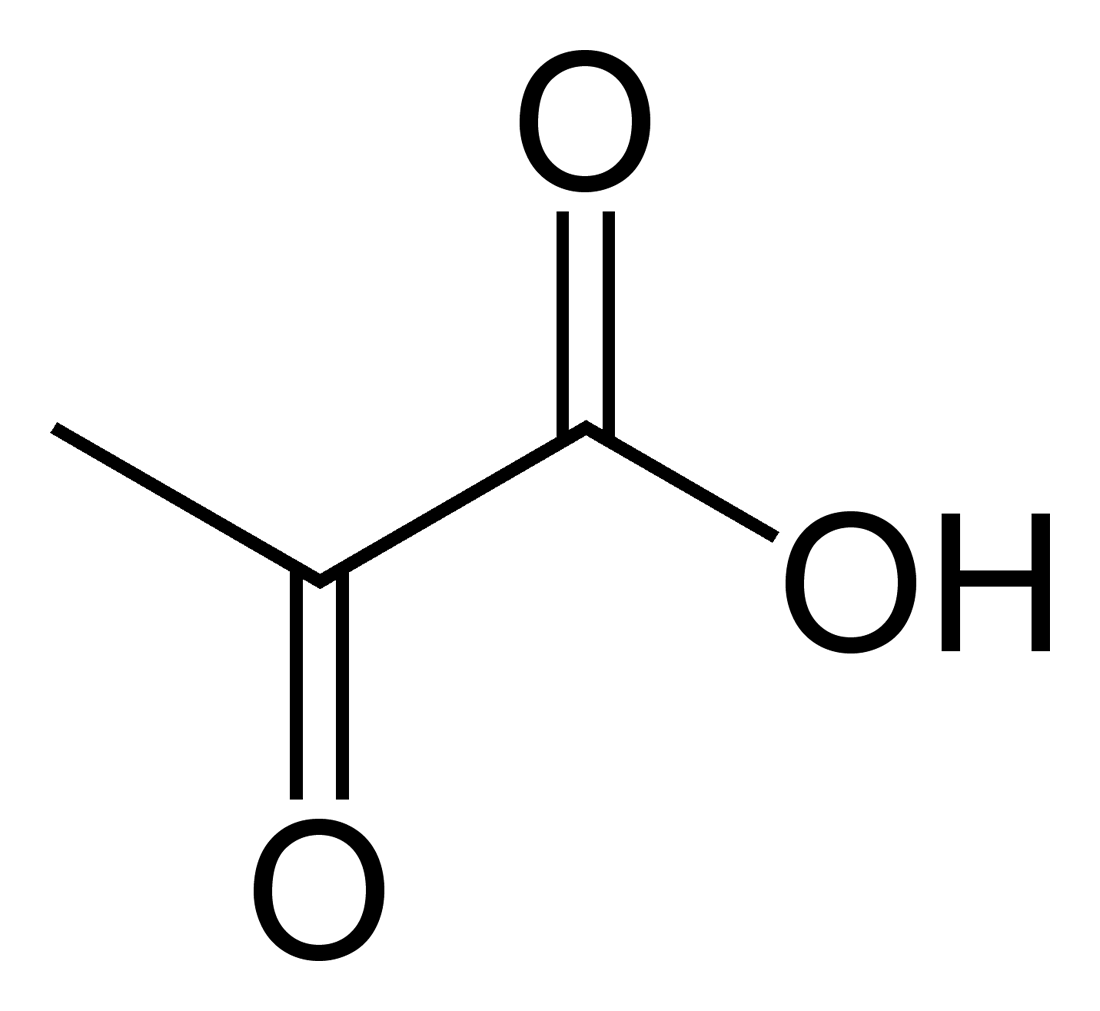
피루브산의 구조
옥살로아세트산의 구조

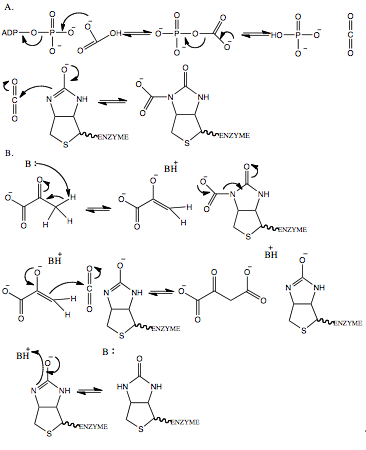
피루브산 카복실화효소의 제안된 메커니즘:
(A) 비오틴(BC 도메인)의 ATP 의존적 카복실화,
(B) 피루브산(CT 도메인)의 트랜스카복실화.

반응 메커니즘은 두 가지의 부분 반응으로 세분화될 수 있다(오른쪽 그림을 참조). 첫 번째 반응에서 ATP는 카복실화되어 탄산 인산 무수물 [−O(−O)P(=O)O–C(=O)O−]을 생성하며, 이는 차례로 비오틴 카복실기 운반체(BCCP) 도메인의 리신 잔기에 공유결합으로 연결된 비오틴 보조 인자를 카복실화한다. 탄산 인산 무수물은 효소에 연결된 비오틴 분자의 공격을 받기 전에 이산화 탄소와 인산염으로 분해된다. 대부분의 종에서 이 반응은 피루브산 카복실호효소 사량체화(PT) 도메인에 결합하는 알로스테릭 활성인자인 아세틸-CoA를 필요로 한다. 두 번째 반응에서는 인접한 단량체인 트랜스카복실화(CT) 도메인에서 일어나며 이산화 탄소가 수용체 분자인 피루브산으로 전달되어 옥살로아세트산을 형성한다. 반응은 아직 확인되지 않은 활성 부위 잔기에 의해 피루브산에서 양성자를 제거하여 엔올레이트 중간생성물을 생성한다. 엔올레이트 중간생성물은 효소에 연결된 비오틴 분자로부터 일시적으로 방출되는 CO2를 공격한다. 생성된 옥살로아세트산은 방출된다. 비오틴 분자는 앞서 서술한 활성 부위 잔기에 의해 양성자화되고 재카복실화되는 트랜스카복실화(CT) 도메인의 활성 부위로부터 방출된다. 효소 활성의 주요 조절인자인 아세틸-CoA는 첫 번째 부분 반응에서 ATP의 절단을 촉진하고 또한 효소의 사량체 구조에서 입체형태적 변화를 유도하는 것으로 나타났다.

## 기능
포도당신생합성에서 피루브산 카복실화효소는 피루브산으로부터 포스포엔올피루브산으로의 전환에 관여한다. 피루브산은 먼저 ATP 1분자의 가수분해를 필요로 하는 미토콘드리아의 피루브산 카복실화효소에 의해 옥살로아세트산으로 전환된다. 그런 다음 옥살로아세트산은 탈카복실화되고 동시에 인산화되며, 이는 세포질 또는 미토콘드리아에서 포스포엔올피루브산 카복시키네이스의 두 가지 동종형태 중 하나에 의해 촉매되어 포스포엔올피루브산을 생성한다. 일반적인 포도당신생합성 조건에서 옥살로아세트산은 미토콘드리아의 포스포엔올피루브산 카복시키네이스에 의해 포스포엔올피루브산으로 전환된다. 생성된 포스포엔올피루브산은 음이온 수송체 운반 시스템에 의해 미토콘드리아 기질 밖으로 운반되고, 세포질의 포도당신생합성 효소에 의해 포도당으로 전환된다. 그러나 기아 동안 세포질의 NADH 농도가 낮고 미토콘드리아의 NADH 농도가 높을 때 옥살로아세트산은 환원 당량의 셔틀로 사용될 수 있다. 이러한 옥살로아세트산은 미토콘드리아의 말산 탈수소효소에 의해 말산으로 전환된다. 세포질로 내보내진 후 말산은 다시 옥살로아세트산으로 전환되고 동시에 NAD+가 NADH로 환원된다. 옥살로아세트산은 이후에 수송된 환원 등가물인 NADH와 함께 세포질에서 포도당신생합성에 사용될 수 있는 포스포엔올피루브산으로 전환된다.
간 및 콩팥 겉질에서 포스포엔올피루브산 카복시키네이스, 과당 1,6-이중인산가수분해효소 및 포도당 6-인산가수분해효소를 포함한 다른 포도당신생합성 효소의 높은 활성과 함께 피루브산 카복실화효소의 매우 높은 수준의 활성은 피루브산 카복실화효소의 주요 역할이 이들 기관에서 포도당신생합성에 참여하는 것임을 시사한다. 특정 조직(뇌, 백혈구 및 콩팥 속질)에 내인성 포도당이 필요한 단식 또는 기아 동안 피루브산 카복실화효소 및 기타 포도당신생합성 효소들의 발현이 증가한다. 쥐에서 영양 상태의 변화는 간의 피루브산 카복실화효소의 활성에 영향을 미치는 것으로 나타났다. 단식은 증가된 피루브산의 흐름에 의해 지속되는 간의 포도당 생산을 촉진하고 피루브산 카복실화효소의 활성과 단백질의 농도를 증가시킨다. 당뇨병은 쥐에서 기질의 흡수 향상과 간의 피루브산 카복실화효소를 통한 증가된 흐름을 통해 유사하게 포도당신생합성을 증가시킨다. 다른 포도당신생합성 효소와 유사하게 피루브산 카복실화효소는 글루카곤과 글루코코르티코이드에 의해 양성적으로 조절되는 반면 인슐린에 의해 음성적으로 조절된다. 적절한 영양 수준에서 6탄당 흡수 능력이 있는 젖소의 포도당신생합성에서 피루브산 카복실화효소의 핵심적인 역할을 뒷받침하는 추가적인 예시로, 우유 생산을 위한 젖당 합성의 제안된 지원에서 피루브산 카복실화효소 및 관련된 포도당신생합성 효소인 포스포엔올피루브산 카복시키네이스는 수유로 전환되는 동안 현저하게 증가한다.
포도당신생합성에서 피루브산 카복실화효소의 역할 외에도 피루브산 카복실화효소는 다양한 생합성을 하기 위해 시트르산 회로의 대사 중간생성물을 빼내어 사용할 때 시트르산 회로(옥살로아세트산을 제공하는 데 필수적)에 대한 보충대사 반응(시트르산 회로에서 대사 중간생성물의 공급을 보충할 수 있는 효소 촉매 반응) 역할을 한다.

### 조절
피루브산 카복실화효소는 아세틸-CoA, Mg-ATP, 피루브산에 의해 알로스테릭하게 조절된다.

## 임상적 중요성
탄수화물 대사와 지질 대사 사이의 교차점으로서 피루브산 카복실화효소의 발현은 포도당신생합성 조직, 지방 조직 및 랑게르한스섬에서 조절되어야 한다. 과잉 영양 상태에서 이자의 β 세포에서 피루브산 카복실화효소의 수준이 증가하여 만성적으로 상승된 포도당 수준에 대한 반응으로 피루브산 순환이 증가한다. 대조적으로 간에서 피루브산 카복실화효소의 수준은 인슐린에 의해 감소한다. 영양 과잉 기간 동안 지방 조직은 피루브산 카복실화효소 및 기타 지방생성 효소의 극단적인 발현으로 인해 확장된다. 간에서 포도당 수준의 조절은 영양 과잉 상황에서 여전히 조절되지만, 비만 유발 제2형 당뇨병에서 말초 포도당 수준의 조절은 더 이상 인슐린의 조절 하에 있지 않게 된다. 제2형 당뇨병을 앓고 있는 쥐에서 말초 인슐린 저항성으로 인해 β 세포가 포도당에 만성적으로 노출되면 피루브산 카복실화효소의 활성이 감소하고 피루브산 순환이 감소한다. 간세포에 의한 포도당의 지속적인 과잉생산은 β 세포의 유전자 발현에 극적인 변화를 일으켜 정상적으로 억제된 유전자가 크게 증가하고 인슐린에 대한 mRNA, 인슐린 분비에 필요한 이온 펌프, 피루브산 카복실화효소를 포함한 인슐린 분비와 관련된 대사 효소의 발현이 동등하게 감소한다. 동시에 지방 조직은 순환에서 트라이아실글리세롤과 비에스터화 지방산의 축적을 유발하는 인슐린 저항성을 발생시킨다. 이는 β 세포의 기능을 더욱 손상시킬 뿐만 아니라, 피루브산 카복실화효소의 발현을 더욱 감소시킨다. 이러한 변화는 대상부전 당뇨병에서 β 세포 표현형의 감소를 초래한다.
피루브산 카복실화효소의 결핍은 젖산 축적의 결과로 젖산산증을 유발할 수 있다. 일반적으로 과량의 피루브산은 옥살로아세트산으로 전환되어 포도당신생합성 경로로 들어가지만 피루브산 카복실화효소의 결핍으로 인해 과량의 피루브산은 대신 젖산으로 전환된다. 포도당신생합성의 핵심적인 역할은 혈당 유지에 있으므로 피루브산 카복실화효소의 결핍은 저혈당증을 유발할 수 있다.

## 같이 보기
- 포도당신생합성
- 피루브산 카복실화효소 결핍증
- 포스포엔올피루브산 카복시키네이스